# Konkurs (album)
Konkurs – trzeci album studyjny szwedzkiego zespołu black metalowego Lifelover, wydany 10 października 2008 roku. Limitowane do 100 kopii wydanie specjalne płyty zawiera pierwsze nagrane przez zespół demo.

## Lista utworów
| Nr  | Tytuł utworu            | Długość |
| --- | ----------------------- | ------- |
| 1.  | „Shallow”               | 6:28    |
| 2.  | „Mental Central Dialog” | 3:59    |
| 3.  | „Brand”                 | 4:17    |
| 4.  | „Cancertid”             | 4:58    |
| 5.  | „Konvulsion”            | 3:15    |
| 6.  | „Twitch”                | 3:23    |
| 7.  | „Narcotic Devotion”     | 4:21    |
| 8.  | „Alltid – Aldrig”       | 4:32    |
| 9.  | „Stängt P.G.A Semester” | 5:54    |
| 10. | „Original”              | 3:21    |
| 11. | „Bitter Reflektion”     | 5:14    |
| 12. | „Mitt Annexia”          | 3:23    |
| 13. | „Spiken I Kistan”       | 5:20    |
| 14. | „En Tyst Minut”         | 1:00    |
|     |                         | 59:25   |